# Lythria defasciata
Lythria defasciata är en fjärilsart som beskrevs av Gradl 1938. Lythria defasciata ingår i släktet Lythria och familjen mätare. Inga underarter finns listade i Catalogue of Life.